# Победнице европских првенстава у атлетици на отвореном — бацање копља
Победнице Европских првенстава у атлетици у дисциплини бацања копља, која је у женској конкуренцији, први пут увршћена у програм од другогЕвропског првенства које је одржано у Паризу и Бечу 1938. године. У следећој табели су приказане победнице у овој дисциплини на Европским првенствима са њиховим резултатима који су изражени у метрима.
Највише успеха у појединачној конкуренцији имала је Рут Фухс из Источне Немачке са две освојене златнемедаље и једном сребрном. Екипно, најуспешније су представнице Немачке са 14 медаља (5 златних, 6 сребрних и 3 бронзане).
| Европско првенство      |                                        | Резултат     |                                       | Резултат |                                     | Резултат |
| Париз/Беч 1938. детаљи  | Лиза Гелијус Немачка                   | 45,58 РЕП    | Сузе Пасторс Немачка                  | 44,14    | Луизе Кригер Немачка                | 42,49    |
| Осло 1946. детаљи       | Клавдија Мајачаја · Совјетски Савез    | 46,25 РЕП    | Људмила Анокина · Совјетски Савез     | 45,84    | Јохана Конинг · Холандија           | 43,24    |
| Брисел 1950. детаљи     | Наталија Смирницкаја · Совјетски Савез | 47,55 РЕП    | Херма Баума · Аустрија                | 43,87    | Галина Зибина · Совјетски Савез     | 42,75    |
| Берн 1954. детаљи       | Дана Затопекова · Чехословачка         | 52,91 РЕП    | Вирве Ролаид · Совјетски Савез        | 49,94    | Надежда Коњајева · Совјетски Савез  | 49,49    |
| Стокхолм 1958. детаљи   | Дана Затопекова · Чехословачка         | 56,02 ЕР РЕП | Бруте Залогаитите · Совјетски Савез   | 51,30    | Јута Нојман · Западна Немачка       | 50,50    |
| Београд 1962. детаљи    | Елвира Озолина · Совјетски Савез       | 54,93        | Марија Диаконеску · Румунија          | 52,10    | Алевтина Шаститко · Совјетски Савез | 51,80    |
| Будимпешта 1966. детаљи | Марион Литге · Источна Немачка         | 58,74 РЕП    | Михаела Пенеш · Румунија              | 56,94    | Валентина Попова · Совјетски Савез  | 56,70    |
| Атина 1969. детаљи      | Ангела Ранки · Мађарска                | 59,76 РЕП    | Магда Видош · Мађарска                | 58,80    | Валентина Еверт · Совјетски Савез   | 56,56    |
| Хелсинки 1971. детаљи   | Данијела Јаворска · Пољска             | 61,00 РЕП    | Амели Колоска · Западна Немачка       | 59,40    | Рут Фухс · Источна Немачка          | 59,16    |
| Рим 1974. детаљи        | Рут Фухс · Источна Немачка             | 67,22 СР РЕП | Жаклин Тотен · Источна Немачка        | 62,10    | Наташа Урбанчич · Југославија       | 61,66    |
| Праг 1978. детаљи       | Рут Фухс · Источна Немачка             | 69,16 ЕР РЕП | Теса Сандерсон · Уједињено Краљевство | 62,40    | Уте Хомола · Источна Немачка        | 62,32    |
| Атина 1982. детаљи      | Ана Верули · Грчка                     | 70,02 РЕП    | Антје Кемпе · Источна Немачка         | 67,94    | Софија Сакорафа · Грчка             | 67,04    |
| Штутгарт 1986. детаљи   | Фатима Витбред · Уједињено Краљевство  | 76,32        | Петра Фелке · Источна Немачка         | 72,52    | Беате Петерс · Западна Немачка      | 68,04    |
| Сплит 1990. детаљи      | Палви Алафранти · Финска               | 67,68        | Карен Форкел · Источна Немачка        | 67,56    | Петра Фелке · Источна Немачка       | 66,56    |
| Хелсинки 1994. детаљи   | Трине Хатестад Норвешка                | 68,00        | Карен Форкел Немачка                  | 66,10    | Фелиција Цилеа Румунија             | 64,34    |
| Будимпешта 1998. детаљи | Тања Дамаске Немачка                   | 69,10        | Татјана Шиколенко Русија              | 66,92    | Микаела Ингберг Финска              | 64,92    |
| Минхен 2002. детаљи     | Мирела Мањани Грчка                    | 67,47 РЕП    | Штефи Неријус Немачка                 | 64,09    | Микаела Ингберг Финска              | 63,50    |
| Гетеборг 2006. детаљи   | Штефи Неријус Немачка                  | 65,82        | Барбора Шпотакова Чешка               | 65,64    | Мерцедес Чила Шпанија               | 61,98    |
| Барселона 2010. детаљи  | Линда Штал Немачка                     | 66,81        | Кристина Обергфел Немачка             | 65,58    | Барбора Шпотакова Чешка             | 65,36    |
| Хелсинки 2012. детаљи   | Вера Ребрик Украјина                   | 66,86        | Кристина Обергфел Немачка             | 65,12    | Линда Штал Немачка                  | 63,69    |
| Цирих 2014. детаљи      | Барбора Шпотакова Чешка                | 64,41        | Татјана Јелача Србија                 | 64,21    | Линда Штал Немачка                  | 63,91    |
| Амстердам 2016. детаљи  | Татсјана Халадовић Белорусија          | 66,34        | Линда Штал Немачка                    | 65,25    | Сара Колак Хрватска                 | 63,50    |
| Берлин 2018. детаљи     | Кристин Хусонг Немачка                 | 67,90 РЕП    | Никол Огродникова Чешка               | 61,85    | Ливета Јасиунаите Литванија         | 61,59    |
| Минхен 2022. детаљи     | Елина Ценго Грчка                      | 65,81        | Адриана Вилагош Србија                | 62,01    | Барбора Шпотакова Чешка             | 60,68    |
| Рим 2024. детаљи        | Викторија Хадсон Аустрија              | 64,62        | Адриана Вилагош Србија                | 64,42    | Мари-Терезе Обст Норвешка           | 63,50    |
| Бирмингем 2026.         |                                        |              |                                       |          |                                     |          |

Напомене:
1. ↑  У квалификацијама је Марион Литге бацила нови рекорд европских првенстава (59,70 метара).
2. ↑  У квалификацијама је Фатима Витбред бацила нови светски рекорд (77,44 метара).
3. ↑  Финкиња Алафранти је у квалификацијама три пута преступила и није се квалификовала за финале. Након жалбе финског тима, судије су провериле снимке једног њеног хица и установиле да се врх копља ипак први забио у траву, а не да је тело копља прво пало на земљу. Тако је Алафранти стекла право да се такмичи у финалу.
4. ↑  На Европском првенству у атлетици 2002. године, уведено је бацење новим типом копља, које је имало померено тежиште у односу на стари тип копља. Од овог првенства се воде нови рекорди европских првенстава у бацању копља.

## Биланс медаља у бацању копља за жене на Европским првенствима у атлетици на отвореном
стање после ЕП 2024.
|     | Земља                |    |    |    |    |
| --- | -------------------- | -- | -- | -- | -- |
| 1.  | Немачка              | 5  | 6  | 3  | 14 |
| 2.  | Источна Немачка      | 3  | 4  | 3  | 10 |
| 3.  | Совјетски Савез      | 3  | 3  | 5  | 11 |
| 4.  | Грчка                | 3  | 0  | 1  | 4  |
| 5.  | Чехословачка         | 2  | 0  | 0  | 2  |
| 6.  | Чешка                | 1  | 2  | 2  | 5  |
| 7.  | Аустрија             | 1  | 1  | 0  | 2  |
| 7.  | Мађарска             | 1  | 1  | 0  | 2  |
| 7.  | Уједињено Краљевство | 1  | 1  | 0  | 2  |
| 10. | Финска               | 1  | 0  | 2  | 3  |
| 11. | Норвешка             | 1  | 0  | 1  | 2  |
| 12. | Пољска               | 1  | 0  | 0  | 1  |
| 12. | Украјина             | 1  | 0  | 0  | 1  |
| 12. | Белорусија           | 1  | 0  | 0  | 1  |
| 15. | Србија               | 0  | 3  | 0  | 3  |
| 16. | Румунија             | 0  | 2  | 1  | 3  |
| 17. | Западна Немачка      | 0  | 1  | 2  | 3  |
| 18. | Русија               | 0  | 1  | 0  | 1  |
| 19. | Холандија            | 0  | 0  | 1  | 1  |
| 19. | Југославија          | 0  | 0  | 1  | 1  |
| 19. | Шпанија              | 0  | 0  | 1  | 1  |
| 19. | Хрватска             | 0  | 0  | 1  | 1  |
| 19. | Литванија            | 0  | 0  | 1  | 1  |
|     | Укупно 23 земље      | 25 | 25 | 25 | 75 |